# Bothriomyrmex paradoxus
Bothriomyrmex paradoxus es una especie de hormiga del género Bothriomyrmex, subfamilia Dolichoderinae. Fue descrita científicamente por Dubovikoff & Longino en 2004.
Se distribuye por Costa Rica y Honduras. Se ha encontrado a elevaciones de hasta 1340 metros. Vive en microhábitats como nidos y la vegetación.